# 德國國防軍陸軍第454警備師
第454警備師（德語：454. Sicherungs-Division）是納粹德國國防軍陸軍的一個警備師。該師於1940年6月組建。
該師組建時，稱為第454特種師（德語：Division z. b. V. 454），1941年3月改編為第454警備師。
該師改編後，一直在東線後方，進行警備工作。
該師最後於1944年7月陷入布罗迪口袋后被摧毁，于同年8月解散。

## 註腳
1. ↑  Mitcham（2007年）